# Gravedad estándar
La aceleración estándar debida a la gravedad (o aceleración estándar de caída libre), a veces abreviado como gravedad estándar, normalmente denotada por ɡ0 o ɡn, es la aceleración gravitacional nominal de un objeto en el vacío cercano a la superficie de la Tierra. Está definida por estándar como 9,80665 m/s2 (alrededor de 32,174 ft/s2). Este valor se estableció en la 3.ª CGPM (1901, CR 70) y se usó para definir el peso estándar de un objeto como el producto de su masa y su aceleración nominal. La aceleración de un cuerpo cercano a la superficie de la Tierra es debida a los efectos combinados de la gravedad y la aceleración centrífuga de rotación de la Tierra (pero esta es lo suficientemente pequeña para despreciarse en la mayoría de los casos); el total (la gravedad aparente) es alrededor de un 0,3 % mayor en los polos que en el ecuador.
Aunque el símbolo ɡ se usa en ocasiones para la gravedad estándar, ɡ (sin subíndice) también puede significar la aceleración debida a la gravedad local y a la aceleración centrífuga, que varía dependiendo de la posición sobre la Tierra. El símbolo ɡ no debe confundirse con G, la constante de gravitación, o g, el símbolo del gramo. La g también se usa como unidad para cualquier forma de aceleración, con el valor definido anteriormente, así como en la fuerza g.
El valor de ɡ0 definido anteriormente es un valor intermedio en la Tierra, originalmente basado en la aceleración de un cuerpo en caída libre a nivel del mar en una latitud geodésica de 45°. Aunque la aceleración real de caída libre en la Tierra varía de acuerdo a la posición, el valor estándar se usa siempre para propósitos metrológicos. En particular, provee el factor de conversión entre newton y kilopondios, dos unidades de fuerza.

## Historia
Ya en sus inicios, el Comité Internacional de Pesos y Medidas (CIPM) definió una escala termométrica estándar, usando el punto de ebullición del agua. Dado que el punto de ebullición varía con la presión atmosférica, el CIPM tuvo que definir una presión atmosférica estándar. La definición que eligieron estaba basada en el peso de una columna de mercurio de 760 mm. Pero dado que el peso depende de la gravedad local, también necesitaron una gravedad estándar. La reunión de 1887 del CIPM decidió como sigue:

El valor de esta aceleración estándar debida a la gravedad es igual a la aceleración debida a la gravedad en la Oficina Internacional (junto al Pavillon de Breteuil) dividida entre 1,0003322, el coeficiente teórico requerido para convertir a una latitud de 45° al nivel del mar.

Todo lo que hacía falta para obtener un valor numérico para la gravedad estándar era ahora medir la intensidad gravitatoria en la Oficina Internacional. Esta tarea se le asignó a Gilbert Étienne Defforges del Servicio Geográfico del Ejército Francés. El valor que halló, basado en medidas tomadas en marzo y abril de 1888, fue de 9.80991(5) m·s−2.
Este resultado formó la base para determinar el valor todavía utilizado hoy para gravedad estándar. La tercera Conferencia General en Pesos y Medidas, que tuvo lugar en 1901, adoptó la siguiente resolución:

El valor adoptado en el Servicio Internacional de Pesos y Medidas para la aceleración estándar debida a la gravedad de la Tierra es 980,665 cm/s2, valor ya afirmado en las leyes de algunos países.

El valor adoptado para  se obtuvo, de acuerdo con la declaración del CIPM de 1887, dividiendo el resultado de Defforges (en el sistema cgs, que en aquel momento estaba en boga) entre 1,0003322 sin considerar más dígitos que los garantizados por el error en el resultado.